# Mundes

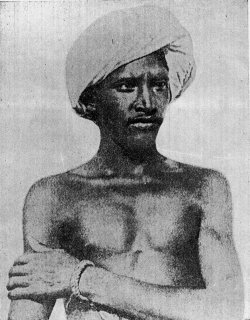
Birsa Munda, heroi dels mundes.

Els mundes (singular munda) són un grup ètnic de l'Índia oriental. La major part viuen a Jharkhand, però alguns grups també a Bengala Occidental, Chhattisgarh, Orissa, Assam i Bangladesh.

## Llengua
El poble munda parla la llengua mundari del grup de llengües munda de la família austroasiàtica. Avui dia els mundes s'estimen en dos milions i el 1901 el cens donava 438.000. El nom munda es donava de fet en sànscrit al cap de la comunitat tribal i ells mateixos s'anomenaven hodokos (essers humans) o horos (homes, singular horo = home). Formen part de la nació kol i estan emparentats als hos, bhumijs i santals. Són de tipus similar al dràvida.

## Costums
En l'organització de la comunitat un munda és el cap del poble i disposa de l'ajut d'alguns oficials; recapta les taxes i les paga al manki, el cap d'un grup de pobles, quan existeix, o al terratinent local. Els oficials són el matho, que és el comptable; el pahn el sacerdot; el bhandari l'agent del terratinent; i el goratit l'observador; rebent com a pagament terres lliures de renda o amb renda privilegiada, o pagaments en gra o metàl·lic, ja que al mateix temps són pastors (ahirs) o ferrers (lohdr). Al districte de Ranchi molts caps locals són descendents de l'ancestre que va fundar el poble. Les terres són cultivades pels habitants que paguen una renda. Els intents dels terratinents d'acabar amb els sistema d'utilització de la terra, van portar a la revolta del 1899 que encara que ràpidament suprimida, va portar als britànics a una revisió i la promulgació d'una llei que protegia a les comunitats (pobles).
Els seus ancestres enterrats són considerats el guardians de la gotr o família; la pedra groga d'enterrament o sasangdiri (pedra de cúrcuma) representa al guardià simbòlicament. Les pedres són erigides en posició vertical a la seu de la família o gotr corresponent. Els mundes són endogàmics excepte amb els santals, hos, khàries i oraons o kurukhs; modernament també es casen amb persones no tribals. No es poden casar amb membres de la mateixa família. Els santhals, hos i khàries són considerats germans de sangs i amb els oraons tenen una relació especial equivalent a la d'oncle-nebot. La religió dels mundes s'anomena sarna, que adora la natura i els poders naturals; creuen en un ésser suprem anomenat Singbonga (Esperit Suprem o Déu Suprem); la religió no és considerada entre les religions vèdiques hinduistes. El 1901 uns 300.000 mundes eren considerats animistes però hi havia 85.000 hindús i 56.000 cristians.
Els noms corrents familiars dels mundes són: Topno, Barla, Aind, Hemrom, Guria, Herenge, Surin, Horo, Sanga, Samad, Soy, Kongari, Bage, Bhengra, Purti, Demta, Tiru, Munda, Kerketta, Jaria, Dhanwar, Kande, Binde, Jatarma, Burh, Kandulna, Lugun, Lomga, Singh mundes, etc. El pare jesuita John-Baptist Hoffmann (1857-1928) va passar la seva vida estudiant la llengua, religió, vida i costums dels mundes i va publicar la primera gramàtica el 1903. Més tard amb l'ajut de Menas Orea, un savi munda al que va pagar una gran quantitat, Hoffmann va redactar una Encyclopaedia Mundarica, en 15 volums, on hi havia tot el que és conegut sobre el poble; la primera edició es va publicar de manera pòstuma el 1937; la tercera edició va veure la llum el 1976.
Entre les castes dels mundes, els Gawli, Gadaria, Arora, Gujjar, Lohana, Bhatia, Meena, Bhil, Dom, Oraon Munda, Santal, Koch, Ahir, Mahar, Nayar, Maratha,Gond, Khond, i altres.

## Història
Al començament del segle xix els mundes van donar alguns problemes al govern colonial; hi va haver revoltes el 1811 i el 1820, i una insurrecció nacional el 1831 a causa del fet que el germà del maharajà de Chhota Nagpur va cedir alguns pobles mundes a sikhs i altres estrangers. La rebel·lió fou sufocada el 1832 pel capità (després Sir) Thomas Wilkinson. Després de la rebel·lió de 1899 la situació va millorar.
Nirmal Munda va dirigir des de 1934 un moviment amb diverses peticions; les autoritats van ordenar la seva detenció; el 25 d'abril de 1934 el capità Boscoe es va presentar al llogaret de Simko, al costat de l'estació de policia de Raiboga, i va demanar als locals identificar a Nirmal Munda; no va rebre cap resposta i va donar ordes de disparar a la gent matant a 300 persones. Nirmal Munda fou arrestat però la matança de Simko va marcar els esdeveniments a la zona afavorint els anhels per la independència. Jaipal Singh, un destacat jugador d'hoquei (medalla d'or a l'olimpíada d'Amsterdam el 1928) va crear el partit Adivasi Mahasabha el 1938 que el 1948 va canviar de nom a Jharkhand Party, que fou el primer que va demanar un estat separat de Jharkhand pels tribals.